# Аномалия Киммерле
Аномалия Киммерли (син. Киммерли, Кимерли, Kimmerle)  — аномальное костное кольцо (полное/неполное) вокруг позвоночной артерии (одной/обеих) в области задней дуги первого шейного позвонка. Оно приводит к ограничению подвижности как артерии, так и всего краниовертебрального сочленения. 
Частота составляет 10 %. Толщина мостика, который образует кольцо вокруг позвоночной артерии, различна. Он может быть сплошным окостенелым, прерывистым, одно- или двусторонним.

## Патогенез
Аномалия Киммерли приводит к ограничению подвижности позвоночной артерии при разгибании шейного отдела позвоночника, поворотах головы. Это может привести к сдавлению либо ирритации периартериального нервного сплетения с соответствующими клиническими проявлениями.

## Клиническая симптоматика
Клиническая симптоматика весьма вариабельна. Она может как вовсе отсутствовать, так и проявляться грубыми неврологическими нарушениями. Аномалия проявляется симптомами, которые обусловлены недостаточностью кровообращения в вертебробазилярном бассейне, а именно болью в шейно-затылочной области, динамической и статической атаксией, глазодвигательными нарушениями, бульбарным синдромом, проводниковыми двигательными и чувствительными нарушениями, а также синкопальными состояниями.

## Диагностика
Диагностика заключается в определении причины недостаточности кровообращения в вертебробазилярном бассейне. Диагностический комплекс включает в себя неврологический осмотр, обычная спондилография, а также спондилография с функциональными пробами с оценкой всех возможных патологических ситуаций, доплерография, при необходимости селективная ангиография, компьютерная томография.

## Лечение
В большинстве случаев консервативное, если оно не эффективно — то хирургическое. Операция заключается в удалении мостика, который сдавливает позвоночную артерию в области борозды задней дуги атланта.